# Jean Auguste Dominique Ingres
Jean Auguste Dominique Ingres (Montauban, 29. kolovoza 1780. – Pariz, 14. siječnja 1867.), francuski slikar, predstavnik neoklasicizma, sljedbenik J.-L. Davida i izvrstan portretist. Premda je stremio postati slikarom povijesnih scena u tradiciji N. Poussina i J.-L. Davida, njegovi portreti su priznati kao njegova najuspjelija ostavština. Osobito se ističu oni u crtačkim tehnikama, zbog vitalnosti i skoro fotografske preciznosti linije.

## Životopis
Rođen je 29. kolovoza 1780. godine u Montobanu i već u mladosti je primio svoje prve lekcije iz slikarstva i sviranja violine od oca koji je bio svestrani umetnik (kipar, štukater, slikar minijatura). God. 1791., počeo je pohađati Likovnu akademiju u Toulouseu, a u kolovozu 1796. otputovao je u Pariz gdje je primljen u Likovnu akademiju (Ecolé de Beaux-Arts) u klasu J.-L. Davida. God. 1801., dobio je nagradu "Prix de Rome" koja je studentima bila preporuka za dobivanje stipendije, te je 1806. otpočeo svoj četvorogodišnji stipendirani boravak na Francuskoj akademiji u vili Medici u Rimu.
U Rimu je studirao i kopirao stare majstore i zarađivao portretiranjem guvernera i drugih osoba iz javnog života. Godine 1813. oženio se svojom prijateljicom Madlenom Hapele s kojom je dugo imao uspješan i uzoran brak. 
Poslije 1824. godine Ingres doživljava uspjeh i postaje profesorom na Likovnoj akademiji u Parizu gdje osniva atelje u kojemu je školovao mnogo učenika, a dobivao je i sve veći broj slikarskih narudžbi. Po svom povratku u Rim postao je i tamo profesorom, te direktorom Pariške škole. Godine 1841. ponovo se vraća u Pariz, da bi 1849. god. umrla njegova žena i on je ožalošćen krenuo na brojna putovanja. Kao vitalan sedamdesetogodišnjak ženi se po drugi put. Za parišku Svjetsku izložbu 1855. godine, veliki izložbeni prostor posvećen je za retrospektivu njegovih i djela Eugenea Delacroixa. Ova izložba je predstavljala dva nepomirljiva pravca u tadašnjoj francuskoj umjetnosti - umjetnosti neoklasicizma i romantizma, čija su se djela tijekom vremena snažno udaljavala i postajala sve različitija, kako u shvaćanjima umjetnosti tako i po samom izgledu. 
Kao osamdesetogodišnjak još uvijek je vitalan i aktivan, te postaje rektorom u Likovnoj akademiji u Parizu. Umro je u Parizu 1867. godine, ostavivši iza sebe više od 4.000 crteža.

## Djela
Ingresova djela dugo nisu bila cijenjena i poštovana. U početku je slikao u pseudo-klasicističkom stilu Jaques-Louisa Davida, a kasnije preovladava utjecaj Rafaela. 
Ingres je gajio jedan strogi stil klasicizma u kome se oslanjao na antičke uzore i koji se karakterizira preciznim linijama i obrisima. Ingres posvećuje veću pozornost crtežu i modulaciji nego boji. Tako se javlja veliki jaz između njegovih i djela Eugenea Delacroixa koji koristi već skoro impresionističku paletu. Posljednjih se godina vraća antičkim uzorima i crpi iz etrurskog slikarstva, te slika akvarele s velikom vještinom i preciznošću.
- Napoleon na carskom prijestolju (1804.), Musée de l'Armée, Pariz
- Velika Odaliska (1814.), Louvre, Pariz
- Smrt Leonarda da Vincija (1818.)
- Portret Niccola Paganinija (1819.)
- Homerova apoteoza (1827.), Louvre, Pariz
- Louis-François Bertin (1832.), Louvre, Pariz
- Luigi Cherubini i Euterpa (1842.),  Louvre, Pariz
- Turska kupelj, (1862.), Louvre, Pariz